# Witold Bobiński
Witold Władysław Bobiński – polski filolog, dr hab. nauk humanistycznych, profesor uczelni Katedry Polonistycznej Edukacji Nauczycielskiej Wydziału Polonistyki Uniwersytetu Jagiellońskiego.

## Życiorys
27 września 2002 obronił pracę doktorską Koncepcja optymalnego podręcznika do kształcenia literacko-kulturowego w gimnazjum, 27 czerwca 2012 uzyskał stopień doktora habilitowanego. Jest profesorem uczelni Katedry Polonistycznej Edukacji Nauczycielskiej Wydziału Polonistyki Uniwersytetu Jagiellońskiego.